# Fideísmo
Fideísmo (do latim fides, fé) é uma doutrina religiosa que prega que as verdades metafísicas, morais e religiosas, como a existência de Deus, a justiça divina após a morte e a imortalidade, são inalcançáveis através da razão, e só serão compreendidas por intermédio da fé. Foi condenado pela Igreja Católica, pelo seu líder à época, o Papa Pio IX, no século XIX por meio do concílio Vaticano I.
Os fideístas procuram se esquivar de qualquer tipo de argumentação para que possam apoiar sua fé em Deus sem qualquer tipo de racionalização. Porém, esta corrente teológica é flagrada em aparente contradição quando utiliza a própria razão para expor sua doutrina e depois negar seu emprego em questões de fé. A principal critica ao fideísmo está relacionada a esta aparente contradição, como diz Norman Geisler:
| “ | “Se alguém não tem razão para não usar a razão, então essa posição é indefensável. Não há razão para que se aceite o fideísmo”. | ” |

A ideia central do fideísmo é que as questões religiosas não podem ser justificadas por meio de argumentos ou provas, mas apenas pela fé. Os fideístas mais radicais, como o filósofo dinamarquês Kierkegaard, defendem que justificar a nossa crença em Deus é impossível, pois a natureza divina está além de nossa compreensão, e também uma opção indesejável, pois ao fazê-la retiramos parte da essência da fé, que seria acreditar mesmo sem provas. Este tipo de fideísmo é muitas vezes qualificado como uma forma de irracionalismo (negação da razão). Por outro lado, Blaise Pascal e Santo Agostinho defendem uma forma mais moderada de fideísmo segundo a qual, apesar de a fé ter um estatuto privilegiado em matérias religiosas, podemos apelar à razão para fundamentá-la.
A Igreja Católica condenou o fideísmo porque dentro da crença católica defende-se a existência de uma faculdade especial, partilhada por poucos e determinada pela fé, destinada à interpretação dos mistérios. Embora, a partir da definição clássica de fideísmo, a própria Igreja Católica tenha sido qualificada como fideísta em certos momentos.